# NO-DO
El Noticiario Cinematográfico Español, más conocido como NO-DO (acrónimo de Noticiarios y Documentales) o nodo, tal y como lo registra el diccionario de la Real Academia Española, fue un noticiero propagandístico semanal del régimen franquista que se proyectaba en los cines españoles antes de la película en sí, entre 1943 y 1981.

## Antecedentes
El NO-DO vino a sustituir a la serie que, con una duración aproximada de media hora, precedía a la proyección de la película (largometraje). Dicha serie incluía un noticiario a escoger de entre los diez que se producían semanalmente en España (al que estaba abonado el empresario de la sala), una película de dibujos y otra cómica o un documental. La débil economía de postguerra, el escaso desarrollo de la industria cinematográfica en España y la imposición del NO-DO «para ahorrar divisas», supuso para el cortometraje, un género ya de por sí menospreciado, su práctica desaparición y con ello las posibilidades de escuela que suponía. Paralelamente, dejaron de producirse noticiarios por especialistas fuera de la nómina oficial.
Los noticiarios más implantados en España antes del NO-DO eran el hispano-alemán Actualidades UFA, que había sido creado en noviembre de 1940; el estadounidense Fox Movietone y el italiano Luce. Las emisiones de la Fox se veían demasiado proliberales para el régimen franquista, el noticiario alemán era considerado inapropiado a medida que el gobierno trataba de distanciarse del régimen alemán con el avance de la guerra mundial. Estos pudieron ser en parte, los motivos que empujaron a las autoridades franquistas a valorar la creación de un noticario propio. El atentado de Begoña, en agosto de 1942, que fue grabado únicamente por las cámaras de la UFA, fue también un elemento que también contribuyó a que Gabriel Arias-Salgado, vicesecretario de Educación Popular y José Luis de Arrese Magra, ministro secretario nacional del Movimiento, impulsaran la creación de un noticiario único en España.

## Historia
Tras una etapa previa durante la guerra civil española en la que se llamaba simplemente Noticieros, el organismo estatal NO-DO (Noticiarios y Documentales Cinematográficos), se creó el 29 de septiembre de 1942 por acuerdo de la Vicesecretaría de Educación Popular de la dictadura de Francisco Franco. Por resolución, de esa vicesecretaría del 17 de diciembre del mismo año, (BOE 22-12-1942), se le otorgó a aquel organismo la exclusividad absoluta de elaboración de reportajes cinematográficos de noticias y documentales y se estableció asimismo la obligatoriedad de la proyección del NO-DO en todas las salas de cines de España, «con el fin de mantener, con impulso propio y directriz adecuada, la información cinematográfica nacional». Las emisiones comenzaron en enero de 1943. La proyección del NO-DO tuvo carácter oneroso. En febrero de 1943, por disposición del Ministerio de Industria y comercio se autorizó a la Entidad Noticiarios y Documentales Cinematográficos No-Do, para cobrar, por la exhibición de su «Noticiario Español», los precios que dicha entidad estimara pertinente.
El NO-DO nació a partir de los medios técnicos y de los profesionales procedente del germanófilo Actualidades UFA. La primera proyección se realizó el 4 de enero de 1943. Las primeras imágenes que emitió el NO-DO fueron el Parte de Guerra (escrito) informando de la caída de las tropas contrarias a Francisco Franco y, a continuación, imágenes de los prisioneros que fueron apresados. También se informó de la invasión de Polonia por las tropas alemanas y soviéticas. El régimen franquista se sirvió del NO-DO para presentar una visión peculiar de España y del resto del mundo, sin posibilidades de contraste por parte de los espectadores. En su periodo inicial hasta 1946, se realizaron de forma intermitente una o dos ediciones semanales. A partir de ese año, se sistematizaron las dos emisiones, que pasaron a tres semanales en 1960. Entre 1967 y hasta 1977 se volvió a las dos ediciones. En los últimos años, ya en democracia, se realizó también una versión en catalán.
Además de los noticiarios, también se proyectaban documentales monográficos, que se denominaban “Imágenes”, producidos también por el NO-DO. Durante su existencia mantuvo la exclusividad en cuanto a los reportajes exhibidos en salas cinematográficas. En septiembre de 1975, por Orden Ministerial la proyección del NO-DO dejó de ser obligatoria.
A partir de 1968, con la llegada de la competencia de la televisión y la inmediatez de su información, pasó a denominarse "Revista Cinematográfica", cambió su formato tradicional e introdujo la "Página en Color", en la que se sustituyen las noticias por reportajes de carácter artístico, monumental o turístico, con un interés más permanente, en la que comentaban e ilustraban los acontecimientos ya conocidos y se descubrían curiosidades.
Desde el 4 de julio de 1977, el NO-DO, transformado ya en Revista Cinematográfica, comenzó a realizarse íntegramente en color. Por la Ley 4/1980 de 10 de enero de Estatuto de la Radio y la Televisión que constituyó el antiguo Ente Público Radiotelevisión Española, NO-DO quedó extinguido como organismo autónomo y fue íntegramente absorbido por RTVE. El archivo histórico de las emisiones de NO-DO es custodiado conjuntamente por la Filmoteca Española y el Departamento de Documentación de Radiotelevisión Española. Dichos archivos de NO-DO contienen mucho más material que el que fue proyectado en las salas de cine.
En diciembre de 2012 los Medios Interactivos de RTVE digitalizaron y lanzaron el No-Do completo en el sitio web de RTVE, pudiendo ser consultado en su totalidad por primera vez por los usuarios de todo el mundo y no solo por los investigadores. Solo faltan cinco noticiarios perdidos.

## Contenido

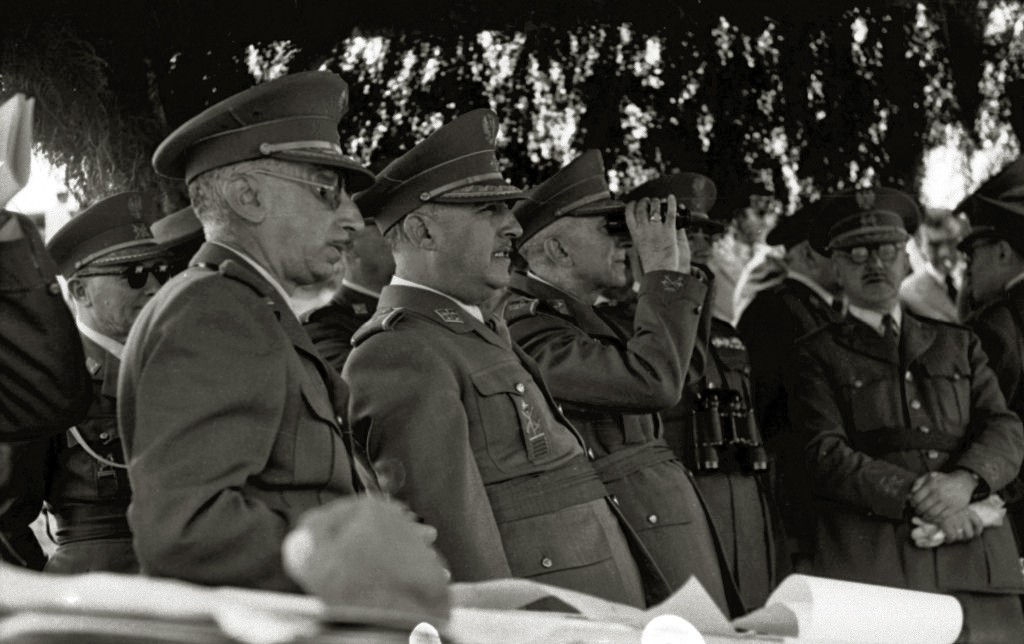
Francisco Franco junto a diversas autoridades militares durante unas maniobras en 1946. Franco fue uno de protagonistas más presentes en las emisiones del NO-DO.

En todo el periodo de vida del NO-DO, cuatro décadas, se produjeron 4016 noticiarios (2909 en blanco y negro, 908 mixtas y 199 íntegramente en color) y 498 documentales en color y 1219 en blanco y negro. También 700 especiales. Cada noticiario tenía entre cinco y diez noticias según el periodo. Su duración media era de diez minutos aproximadamente. Su primera emisión se realizó el 4 de enero de 1943. Su última emisión se realizó en mayo de 1981, pero su decadencia fue muy larga: desde 1975 ya no era obligatorio para las salas cinematográficas. Constituyó un fundamental archivo de imágenes y contenidos, si se prescinde de sus textos, ideologizados al extremo.
Unos de los elementos característicos del noticiario era la estética arcaizante de la cabecera, ligeramente modificada en 1960, 1963 y 1968, evocadora del reinado de los Reyes Católicos, otro de los elementos destacados y que ha perdurado en la memoria de los españoles es su peculiar y exaltada sintonía, que fue compuesta por Manuel Parada, compositor de bandas sonoras como Los últimos de Filipinas o El escándalo.
En general, las noticias se rodaban sin sonido directo y la locución se añadía a posteriori. Solo en algunas entrevistas y declaraciones a cámara se utilizaba el directo. Se encuentra así una significativa ausencia de documentos sonoros originales, frente al gran valor histórico de las imágenes emitidas.
El dictador Francisco Franco era llamado protocolariamente Su Excelencia el Jefe del Estado y más abreviadamente Su Excelencia, el Caudillo o el Generalísimo; solía protagonizar cada emisión y junto a él, la paz como victoria, las conmemoraciones de la patria y de la Victoria, la presencia de la Iglesia católica o las visitas de personajes internacionales. Se ofrecían también relacionadas con deportes, toros, pases de modelos, decoración, arte, artesanía o folclore. Por el contrario, destaca la suma ausencia de información referente a los horrores de la Guerra civil y su consecuente posguerra de aislamiento, revancha, pobreza y miseria; tampoco la represión o genocidio cometido entre 1939 y 1943, ni la marginación laboral y social de los españoles desafectos, ni el exilio de los que marcharon, ni el descontento de la población... En definitiva todas aquellas noticias que podían contribuir a dar una imagen negativa del irreprochable franquismo.

## Locutores
La voz más característica del Noticiario Documental o No-Do fue la del periodista Matías Prats Cañete, periodista también de Radio Nacional de España y RTVE. José Hernández Franch, locutor de la SER, también participó en los primeros tiempos del documental, así como Ignacio Mateo. A tiempos más modernos pertenecen Joaquín Ramos, un popular periodista deportivo de Radio Nacional de España, Eduardo Sotillos y Paco Cantalejo.

## Franco y el NO-DO según Sheelagh M. Ellwood
La carrera cinematográfica del Generalísimo se ve dividida en tres fases distintas, que mantienen un notable paralelismo con otras tantas etapas del desarrollo político y económico del régimen. Entre 1943 y 1960, Franco figuraba de manera irregular en el NO-DO y por lo general el número de apariciones fue inferior a la media anual de 27, registrada en todo el período 1943-1975.
 
Solo tuvo una tendencia ascendente en los cuatro años comprendidos entre 1951-1954, época del retorno de los embajadores extranjeros y de la firma del acuerdo económico y militar con los EE. UU.
Entre los años 1960-1969, Franco fue la estrella de los reportajes de NO-DO, más largos y más detallados, con frecuencia creciente, alcanzando su punto álgido en 1965, alrededor de la época en la que el aparato propagandístico celebraba los 25 años bajo la paz de Franco. 
Las inauguraciones de las obras públicas, 55 noticias de media en ese período, contribuyeron a que Franco, inaugurando pantanos, quedara de forma imborrable en la memoria colectiva del pueblo español. Entre 1965 y 1975, la última década del régimen, disminuyeron las apariciones, paulatinamente. En 1970, la decrepitud física de Franco ya era innegablemente visible.
Un régimen que durante treinta años había alardeado de las cualidades suprahumanas de su jefe no podía permitir que la cámara cinematográfica demostrara su inexorable mortalidad.
Sheelagh M. Ellwood

## Archivo digital
- Archivo general digitalizado de la Filmoteca Española: todo el NO-DO disponible por fechas y temas en rtve.es
- Documental «Los años del NO-DO» en rtve.es
- Cabecera y sintonía del NO-DO en YouTube